# Aníbal Nazoa
Aníbal Nazoa (Caracas, Venezuela, 12 de septiembre de 1928-Ibídem, 18 de agosto de 2001) fue un poeta, periodista y humorista, considerado como uno de los escritores venezolanos que mejor retrató el siglo XX.

## Carrera
Aníbal Nazoa participó, a la edad de 18 años, en la fundación y puesta en marcha de El Morrocoy Azul, un semanario humorístico. Aníbal formó parte del cuerpo de redacción del semanario literario-satírico Fantoches. También participó en los semanarios humorísticos El tocador de señoras, Dominguito, El fóforo (sic), La sápara panda, La pava macha y El infarto. Además colaboró en las revistas El gallo pelón, Cascabel, Elite, Momento y Semana.
Entre 1955 y 1991 fue columnista del diario El Nacional, en el que mantuvo sus columnas Aquí hace calor, con sus incisivos artículos de opinión sobre la cotidianidad criolla, y Puerta de Caracas, donde inmortalizó sus crónicas sobre la capital venezolana. Fue también columnista del diario El Globo.
En 1990 condujo el programa radiofónico Entre latinos y americanos, sobre temas del idioma.
Recibió el Premio Nacional, en 1969, y el Premio Municipal, en 1975, además de múltiples reconocimientos y condecoraciones. 
Adquirió reconocimiento fuera de Venezuela por el poema Punto y Raya, musicalizado e interpretado por Soledad Bravo y que retomara también la cantante española Rosa León.
Su humor mordaz, que desnudaba a políticos y funcionarios públicos, le valió muchas querellas. Cuentan que un juez expidió orden de detención contra Aníbal porque este denunció que "en una sentencia [el juez] violaba salomónicamente tanto las leyes de la República como las del castellano..."
Del teatro una vez puntualizó "Lo que se presenta en la escena contemporánea es un amasijo de situaciones insólitas, de diálogos indescifrables que desafían a la preceptiva y compromete el prestigio del espectador como ente pensante". Luis Britto García, describió que su obra "concilió erudición con gracia, ternura con acidez, compromiso con libertad de conciencia, densidad con levedad, altura con profundidad".
Murió en Caracas el 18 de agosto de 2001.

## Vida personal
Aníbal era hermano del también escritor y poeta Aquiles Nazoa (1920-1976).

## Obra publicada
Algunos de sus libros publicados son:
- 1969: Aquí hace calor.
- 1969: Obras incompletas.
- 1973: Las artes y los oficios.
- 1981: La palabra de hoy.

- Datos: Q4778511